# E. F. Band
E. F. Band est un groupe suédois de heavy metal, actif entre 1979 et 1986. Bien que suédois, le groupe qui a parfois été confondu avec le mouvement New wave of British heavy metal.

## Histoire
Le groupe est formé en 1978 par le bassiste et chanteur Pär Ericsson et le guitariste Bengt Fischer, deux anciens membres du groupe de rock progressif Epizootic, qui sont initialement rejoints par Tommy Lager à la batterie. La partie « E.F. » du nom du groupe est dérivée de la première lettre des noms de famille d'Ericsson et de Fischer. Après avoir enregistré leur premier single (split), le groupe sort un autre single sur le label discographique indépendant Aerco, utilisant Another Day Gone comme face B, ajoutant Night Angel sur la face A. Après ce single, le groupe engage le batteur britannique Dave Dufort, qui a joué avec Mike Oldfield et Screaming Lord Sutch, pour consolider la formation.
Dufort enregistre avec le groupe les singles Self Made Suicide et Devil's Eye ainsi que la contribution Fighting For Rock and Roll de Metal For Muthas, Vol. 1, mais quitte le groupe avant la sortie du premier album, Last Laugh Is on You, produit par Derek Lawrence de Deep Purple. Dufort est remplacé par Dag Eliason, faisant ainsi du groupe un trio entièrement suédois. E.F. Band soutient l'album en faisant la première partie de la tournée européenne de Rainbow. Après avoir quitté la route, le groupe décide de s'agrandir pour devenir un groupe de quatre musiciens en ajoutant le Néerlandais John Ridge comme chanteur principal en 1982, qui apparaîtra sur le deuxième album, Deep Cut. Le groupe prend à nouveau la route, cette fois en première partie de la tournée européenne de Saxon, en plus de ses propres concerts. Tony Borg (Alien) est ajouté en tant que guitariste supplémentaire, mais il ne reste pas longtemps. Bien que les choses semblent aller bien, Ridge annonce son départ du groupe et est remplacé par Roger Marsden (ex-Deep Machine, Angel Witch), basé à Londres, en 1983. Le groupe décide également d'ajouter un second guitariste et fait finalement appel au futur guitariste de King Diamond, Andy LaRocque, alors connu sous le nom d'Anders Allhage, pour renforcer leur son. Avec Marsden et Allhage à bord, le groupe enregistre ce qui sera son troisième et dernier album studio, One Night Stand, qui sort en 1985 Après quelques concerts épars pour promouvoir l'album, E.F. Band se sépare en 1986.
En 2003 sort la rétrospective en deux disques Their Finest Hours, qui contient les trois albums studio du groupe, les singles Self Made Suicide et Devil's Eye, ainsi que plusieurs bonus inédits en studio et en concert. Le dernier titre de l'album, Remembering You, est un hommage au cofondateur du E.F. Band, Bengt Fischer, qui succombe à un cancer le 5 avril 2001, écrit et interprété par John Boutkam, alias John Ridge.
Un album live, Live at the Mudd Club in Gothenburg 1983, enregistré par la formation Deep Cut avec John Ridge au chant, est publié en 2005. Ridge décède le 4 mars 2003 après une longue bataille contre un cancer du cerveau. Après avoir fait partie du E.F. Band, Ridge a travaillé à la radio, comme présentateur à OK Radio à Hambourg, en Allemagne, sous le nom de John de Graaf, et à Radio Caroline, où il anime l'émission New Americana sous son vrai nom, John Boutkam,.

## Discographie

### Albums studio
- 1981 : Last Laugh Is on You (Mercury)[1]
- 1982 : Deep Cut (Ewita, 1982)[1]
- 1985 : One Night Stand (Mausoleum)[6]
- 2003 : Their Finest Hours (Sweden Rock)
- 2005 : Live at the Mudd Club in Gothenburg 1983 (TPL)

### Singles
- 1979 : October Friday (Synchromesh) b/w Another Day Gone (E.F. Band) ; split single vinyle (Rok)
- 1979 : Night Angel b/w Another Day Gone, vinyle (Aerco)
- 1980 : Self Made Suicide b/w Sister Syne, vinyle (Redball)
- 1980 : Devil's Eye b/w Comprende (Redball ; Mercury Sweden)
- 1980 : Night Angel b/w Another Day Gone, vinyle (Aerco)

### Compilations
- 1980 : Metal for Muthas, Vol. 1 (Fighting for Rock and Roll) (EMI)[1]
- 2004 : Total Metal Attack (Hard, Hot and Heavy) (Old School)